# Anne-Marie Morhed
Anne-Marie Morhed, född 22 juni 1949, är senior utredare vid Program för jämställdhetsintegrering i staten, JÄMI. Hon är också medlem i styrelsen för Nordiskt institut för kunskap om kön.
Anne-Marie Morhed disputerade 1993 i sociologi på avhandlingen "Mellan kvinnofråga och kvinnovetenskap – om kvinnodiskursens utveckling och disciplinering" och har under många år varit verksam som lärare och forskare vid Sociologiska institutionen och vid Institutionen för informationsvetenskap vid Uppsala universitet. Hon har också varit jämställdhetshandläggare vid Uppsala universitet, politiskt sakkunnig i jämställdhetsfrågor på Regeringskansliet, föreståndare för Nationella sekretariatet för genusforskning vid Göteborgs universitet samt regeringens särskilda utredare för att undersöka effekterna av de bestämmelser om aktiva åtgärder som tas upp i lagarna mot diskriminering.
Anne-Marie Morhed har varit kommunpolitiker för Vänsterpartiet i Knivsta kommun, men lämnade partiet 2004 och var politisk vilde fram till valet 2006. Hon har också varit engagerad i föreningen Vägval Vänster, bland annat som styrelseledamot juni 2005-november 2007. Hon blev senare medlem i Folkpartiet liberalerna, och satt en tid i styrelsen för Folkpartiet i Knivsta, blev utesluten ur partiet lokalt men var 2010-2012 förste vice ordförande i kommunfullmäktige i Knivsta kommun.